# Wiktor Anuszkewyczus
Wiktor Andriusowycz Anuszkewyczus (ukr. Віктор Андрюсович Анушкевичус, lit. Viktoras Anuškevičius, ur. 15 listopada 1962 w Workucie) — ukraiński inżynier i samorządowiec pochodzenia litewskiego, od 2006 do grudnia 2015 prezydent Iwano-Frankiwska.

## Życiorys
Urodził się w rodzinie Litwina spod Kowna zesłanego do Republiki Komi oraz matki Ukrainki z Wołynia. W 1986 ukończył studia w Instytucie Politechnicznym w Winnicy ze specjalnością inżyniera-mechanika. Dwa lata później przeprowadził się do Iwano-Frankiwska. W latach 1988-1997 pracował jako inżynier-konstruktor w przedsiębiorstwie leśnym. Po upadku ZSRR stworzył przedsiębiorstwo "Rytas", jedną z pierwszych prywatnych firm w mieście.
W 2002 objął mandat radnego Rady Miejskiej w Iwano-Frankiwsku, zostając przewodniczącym komisji ds. prywatyzacji i wynajmu mienia komunalnego. Dwa lata później stanął na czele klubu radnych "Nie słowem, a czynem" (ukr. Не словом, а ділом). W 2005 został przewodniczącym obwodowej organizacji Ukraińskiej Partii Ludowej. Od 2006 pełni obowiązki prezydenta Iwano-Frankiwska — został wybrany w I turze. W wyborach w 2010 uzyskał reelekcję na stanowisko prezydenta.
Uczestniczył aktywnie 22 sierpnia 2010 (obok przedstawicieli ukraińskich władz i duchownych greckokatolickich) w odsłonięciu w miejscowości Uhorniki pomnika Stepana Łenkawskiego (j.ukr. Stepan Łenkawskyj) – głównego ideologa Organizacji Ukraińskich Nacjonalistów, autora "Dekalogu ukraińskiego nacjonalisty". Podczas tej uroczystości wygłosił przemówienie, w którym padły słowa: Bez takich postaci jak Stepan Łenkawski nie stalibyśmy dziś pod niebiesko-żółtym sztandarem, nie chodzilibyśmy w wyszywanych koszulach do ukraińskiej cerkwi greckokatolickiej. Dzięki takim osobom narodziła się niepodległość Ukrainy.
Jest żonaty, ma trzech synów. Należy do Ukraińskiej Partii Ludowej. Stoi na czele obwodowej Federacji Piłki Nożnej.